# Бланкенфельде
Бла́нкенфельде (нем. Blankenfelde) — район Берлина в составе укрупнённого северо-восточного административного округа — Панков. В своем округе Бланкенфельде граничит с тремя районами: Бух, Францёзиш-Буххольц и Розенталь. Кроме того, Бланкенфельде соседствует на западе с административным округом Райниккендорф, а на севере с землей Бранденбург.

## Достопримечательности
В названии района слово фельд (нем. Feld) означает поле. Действительно этот район до настоящего времени окружён со всех сторон полями и озёрами. Плотность населения в Бланкенфельде — 144 человека на квадратный километр — наименьшая по сравнению со всеми остальными районами Берлина.
Бланкенфельде впервые упоминается в документах 1375 года, хотя появилась эта деревня вероятно уже в 1230 году в рамках заселения плато Барним (нем. Barnim).

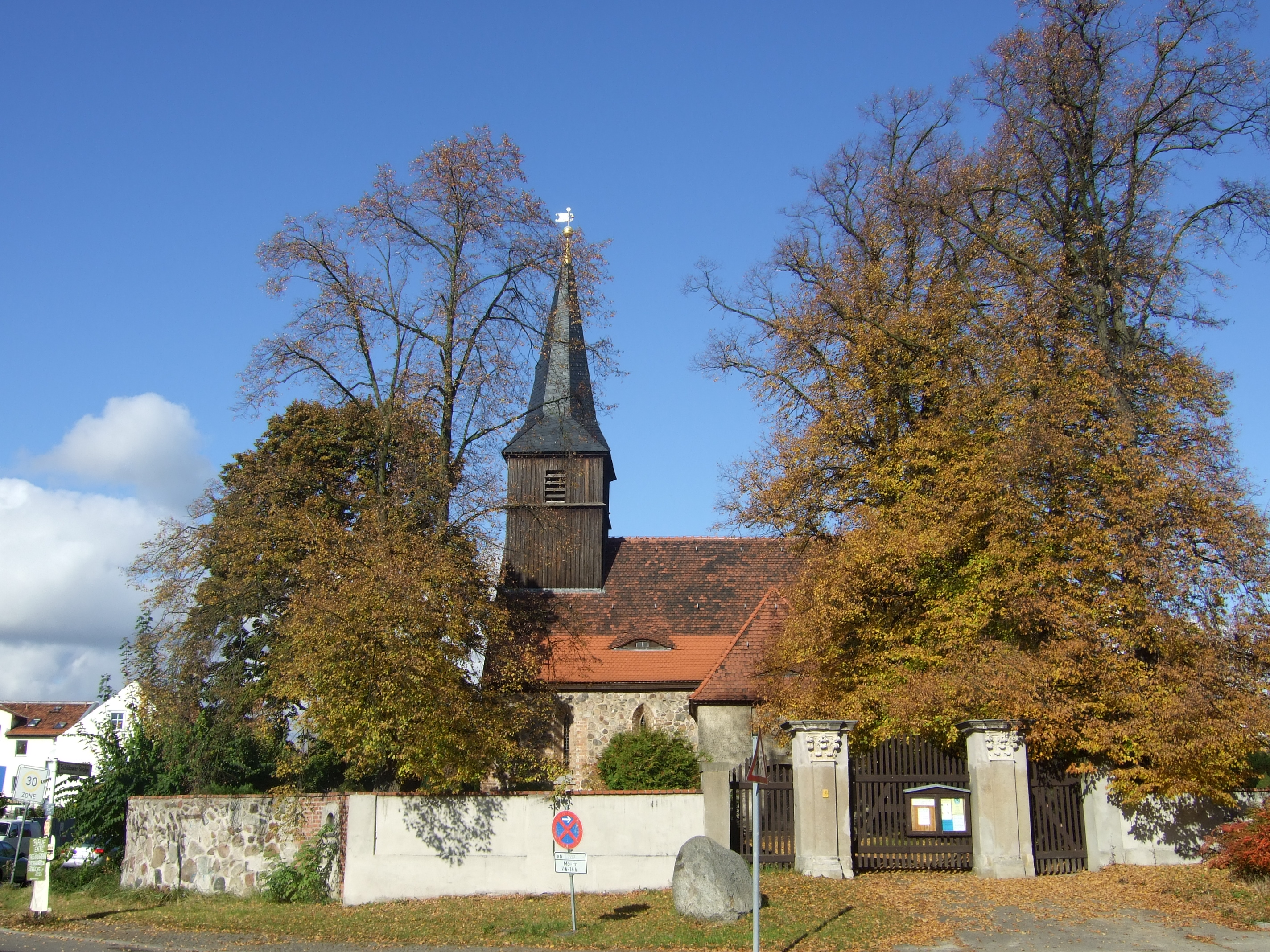
Евангелическая сельская церковь
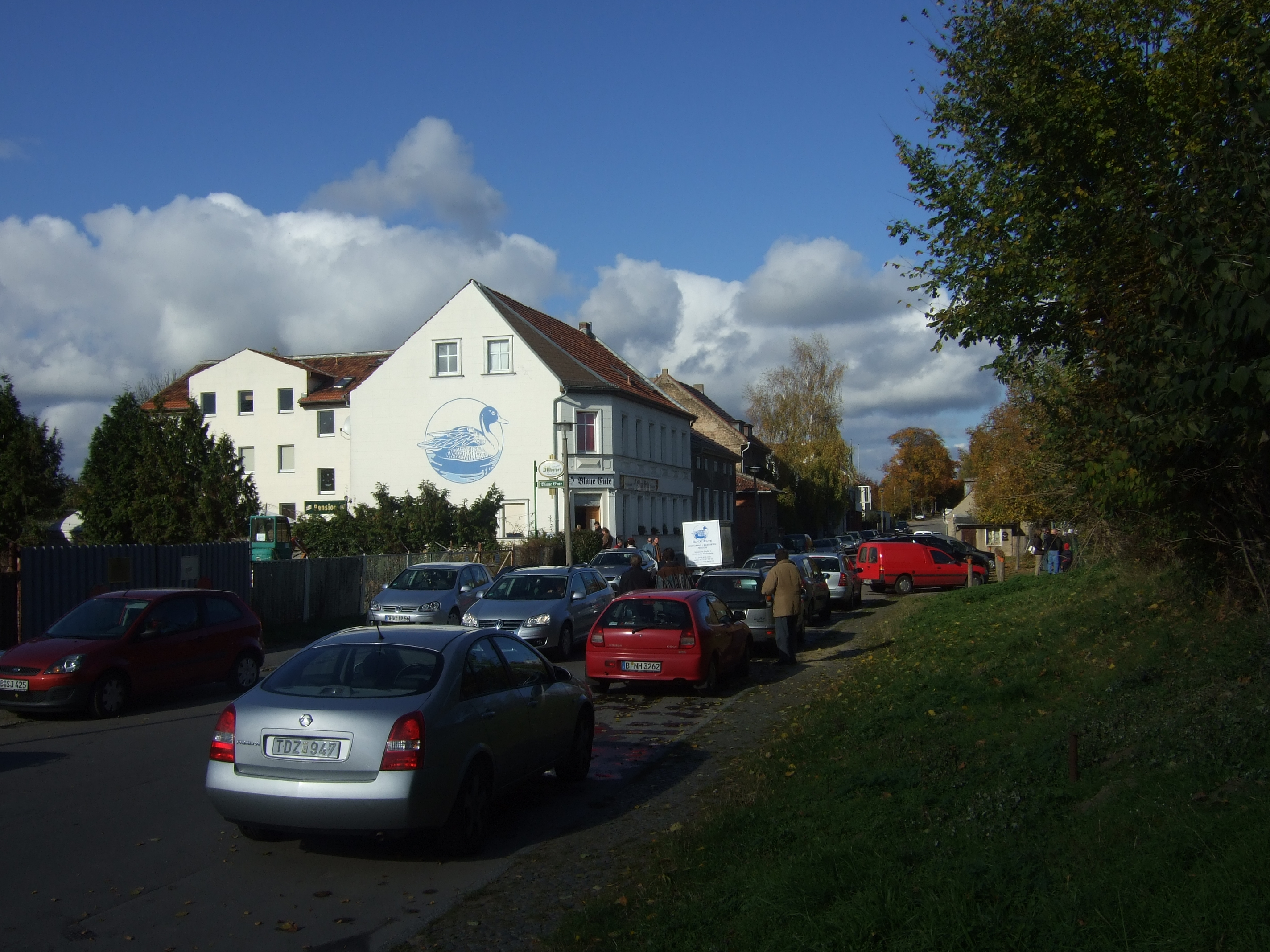
Вид на Бланкенфельде
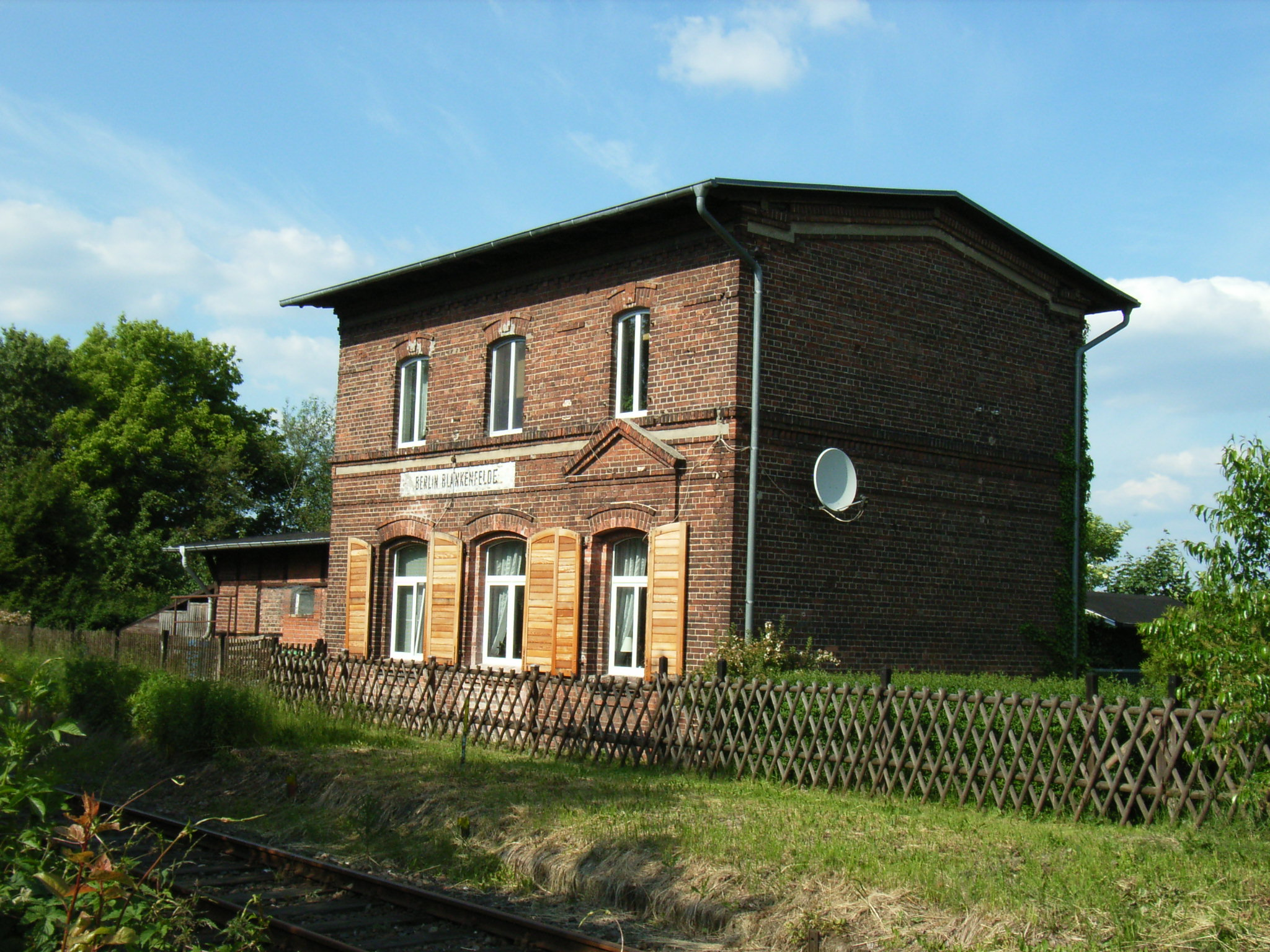
Бывшая железнодорожная станция

Во времена ГДР (с 1959 по 1979 годы) Бланкенфельде было местом, где находился центральный пункт по приему иммигрантов и репатриантов.

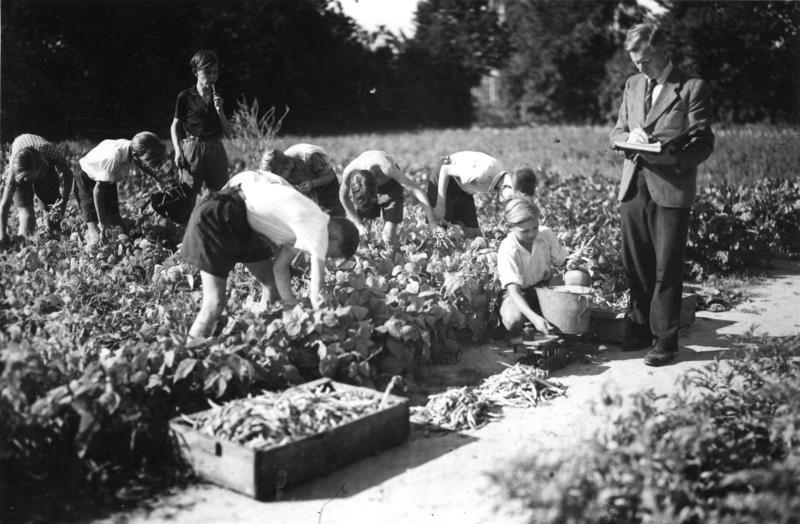
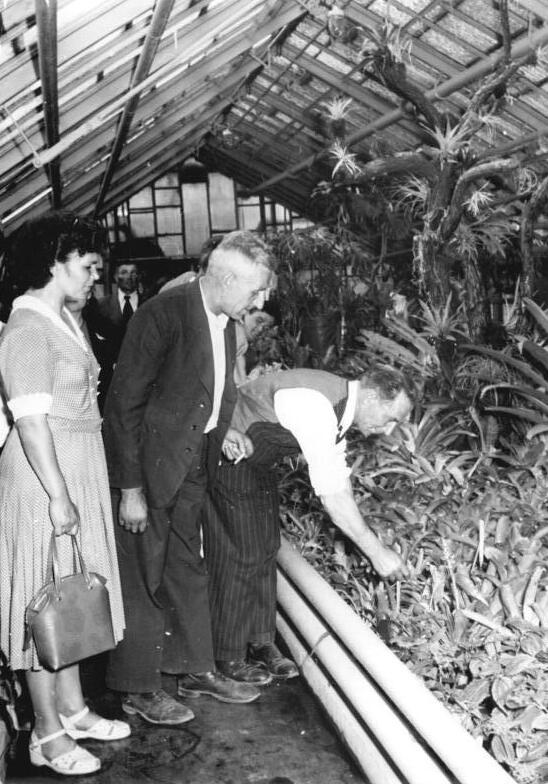
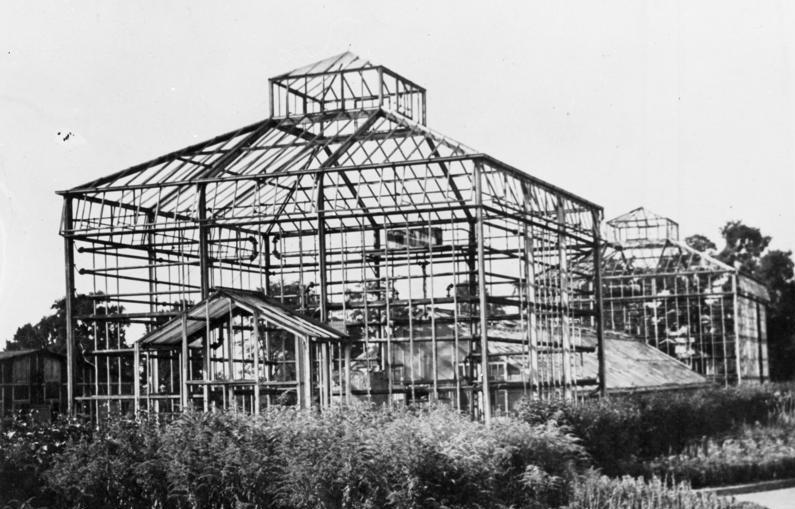

Современный «Ботанический народный парк» (нем. Botanischer Volkspark) появился в Бланкенфельде в 1979 году на месте первоначально заложенного здесь в 1909 году садового участка при средней школе (нем. Hauptschulgartenanlage). Сейчас это общественный парк с примерами редких видов флоры и фауны. Многие сорта растений в местном лесном дендрарии занесены в красную книгу
.
Особо притягательным местом парка стала возведённая здесь около ста лет назад геологическая стена, которая дает представление о 123 видах пород верхних слоёв земной коры, привезенных из разных областей Германии. Это стена длиною 50 метров и высотою 2 метра считается уникальной по своей полноте в масштабах страны.

### Аркенберге

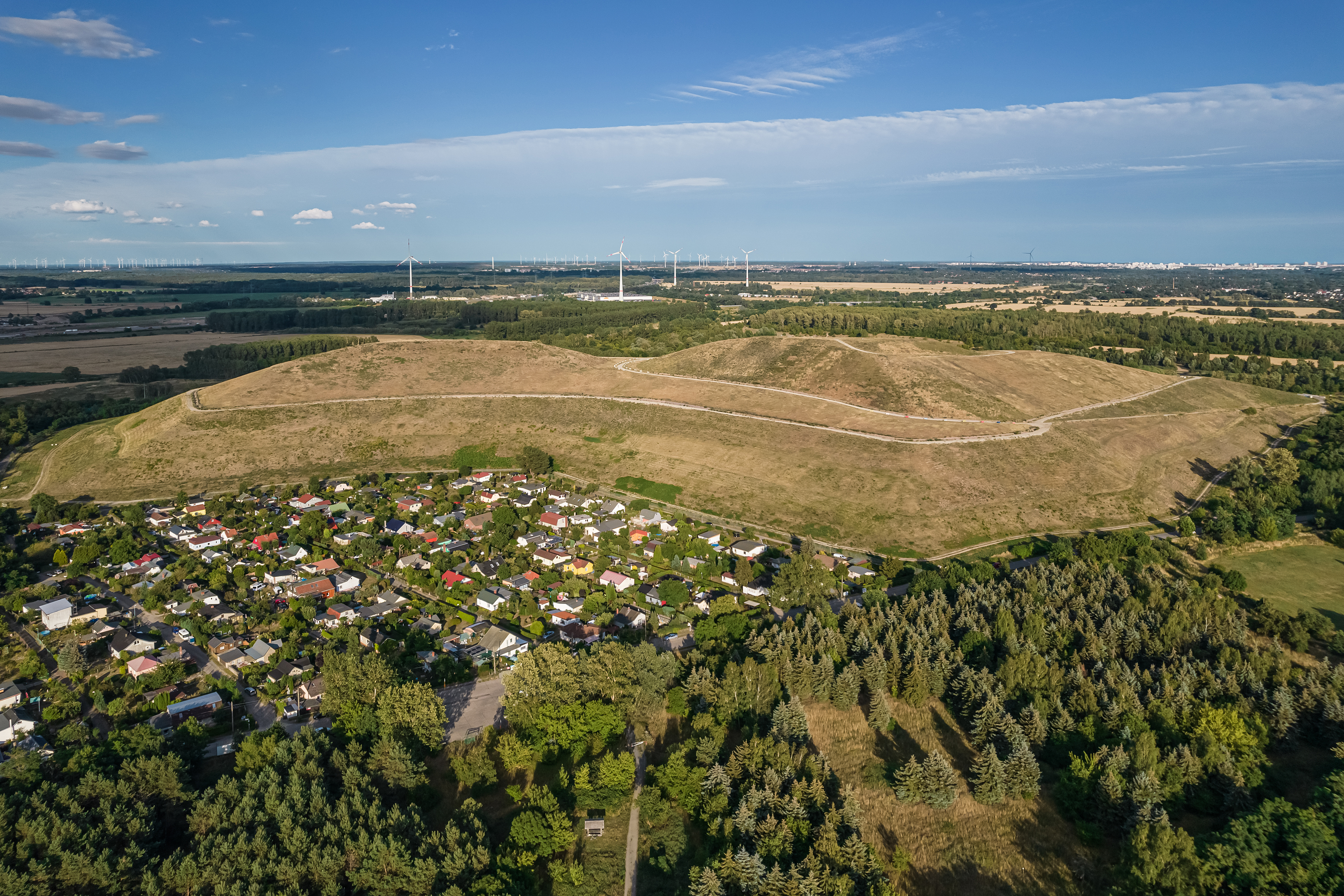
Аркенберге с воздуха

Садовая колония Аркенберге (нем. Kleingartenkolonie Arkenberge) была заложена в Бланкенфельде в 1932 году. Она представляет собой вплотную примыкающие друг к другу небольшие участки для садово-огородного использования с лёгкими постройками на них. В военные годы в домиках ютилось по нескольку семей. В первом совместном послевоенном празднике в 1946 году здесь участвовало 120 детей. Колония постепенно разрасталась и в 2002 году торжественно отметила своё 70-летие.

## Транспорт
Жители района пользуются в основном персональным автотранспортом.
В Бланкенфельде проходят автобусные маршруты — 107 и 121.